# 古仲可奈
古仲 可奈（こなか かな、2月15日 - ）は、日本の女性声優。千葉県出身。プロダクション・エース所属。

## 人物
プロダクション・エースの秋期特別入所オーディションを経て、プロダクション・エース演技研究所に入所。同研究所在籍中に「連盟空軍航空魔法音楽隊ルミナスウィッチーズ」のオーディションにマリア役で合格し、2021年3月にデビュー。キャラクターボイスのみならず、歌唱ユニット「ルミナスウィッチーズ」の一員としても精力的に活動を行う。
特技は合気道、和太鼓、水泳。合気道は初段を取得している。また、中学校・高等学校の家庭教諭免許も取得している。
趣味はクラリネット、ピアノ、ダンス。

## 出演
太字はメインキャラクター。

### テレビアニメ

#### 2022年
- 連盟空軍航空魔法音楽隊ルミナスウィッチーズ（マリア・マグダレーネ・ディートリヒ）[5]
- ラブライブ!スーパースター!![2]

### OVA

#### 2023年
- ラブライブ!虹ヶ咲学園スクールアイドル同好会 NEXT SKY

### ゲーム

#### 2021年
- Last Light（カネミツ、ルイ）[2]

#### 2022年
- The Lord of the Parties（ウィナセット）[3]

### 吹き替え

#### アニメ
- ヘイ！ダギー（ベティ ※第157話～）[2]

### 舞台・朗読劇
| 作品名                                                           | 役名        | 公演日                                             | 主催                     |
| ---------------------------------------------------------------- | ----------- | -------------------------------------------------- | ------------------------ |
| 舞台「カルネアデスの感触」                                       | 北見かな    | 2023年10月12日 - 15日                              | 爆走おとな小学生         |
| 舞台「ミキアカシ」                                               | アサミ      | 2023年12月7日 - 10日 ※出演は8日、10日              | 爆走おとな小学生         |
| 朗読劇「マグロ釣ってきます。たくあん買っておいてください」       | 三好瀬凪人  | 2024年1月24日 - 28日 ※出演は28日                   | 爆走おとな小学生         |
| 舞台「夜明」                                                     | すみ        | 2024年2月29日 - 3月3日                             | ソフトボイルド           |
| リーディングライブ「グリム姫物語集」                             | 姫          | 2024年4月4日 - 7日 ※出演は5日、6日、7日            | イノセントギアカンパニー |
| 朗読劇「シアター 再演」                                          | 南千沙子    | 2024年5月15日 - 26日 ※出演は17日、21日、22日、24日 | 爆走おとな小学生         |
| 朗読劇×ACT「初等教育ロイヤル」                                   | 高橋さん    | 2024年8月21日 - 25日 ※出演は21日、22日、25日       | 爆走おとな小学生         |
| リーディングライブ「Re:グリム姫物語集」                          | 姫          | 2024年10月12日 - 14日 ※出演は12日、14日            | イノセントギアカンパニー |
| 舞台「リア女王」                                                 | リーガン    | 2024年12月11日 - 15日                              | イノセントギアカンパニー |
| リーディングライブ「ヘンゼルとグレーテルとマリーアントワネット」 | グレーテル  | 2025年2月22日 - 24日                               | フェアリーテイルシアター |
| 舞台「ツミビト〜7つと1つの大罪〜」                               | バエル      | 2025年4月23日 - 27日                               | ソフトボイルド           |
| 舞台「草野球リバーサル〜人生逆転草野球〜」                       | 多々田 萌音 | 2025年8月28日 - 31日                               | 爆走おとな小学生         |

### イベント

#### 2023年
- 鳴海米収穫祭〜よろこびのまい〜[18]（6月10日 ※ゲスト出演、2部のみ）

#### 2024年
- おと小授業参観-2月号 ー『朗読劇イベント』[19]（2月11日 ※ゲスト出演）
- 鳴海米収穫祭2024～したしみのまい～[20]（6月2日 ※ゲスト出演、2部のみ）
- MISHIMALIVE♡Vol.4〜みしまちゃんpresents〜[21]（10月5日 ※ゲスト出演）
- 鳴海米がち収穫祭2024[22]（10月19日 ※ゲスト出演）

#### 2025年
- フェアリーテイルシアター 新年オープニングイベント[23]（1月11日 ※ゲスト出演、2部のみ）
- MISHIMALIVE♡Vol.7〜みしまちゃんpresents〜[24]（2月7日 ※ゲスト出演）
- フェアリーテイルシアター ファンイベント2025年2月号[25]（3月9日 ※ゲスト出演、2部のみ）
- なるおんえあ 〜公開収録!てきな?イベントやっちゃいます‼︎〜[26]（4月5日 ※ゲスト出演）
- MISHIMALIVE♡Vol.10〜みしまちゃんpresents〜[27]（5月4日 ※ゲスト出演）
- おはようエレメンタリー DEBUT LIVE[28]（5月4日 ※ゲスト出演）
- 鳴海米がち収穫祭2025！～英雄農民の田植え～[29]（5月18日）
- 鳴海米収穫祭2025〜きらめきのまい〜[30]（6月15日 ※ゲスト出演、2部のみ ）
- おはようエレメンタリー定期ライブVol.3～あいのちゃん生誕祭～[31]（7月2日 ※ゲスト出演）
- MISHIMALIVE♡Vol.14 朗読劇 × Special Live[32]（9月16日 ※ゲスト出演）